# Universal Orlando Resort

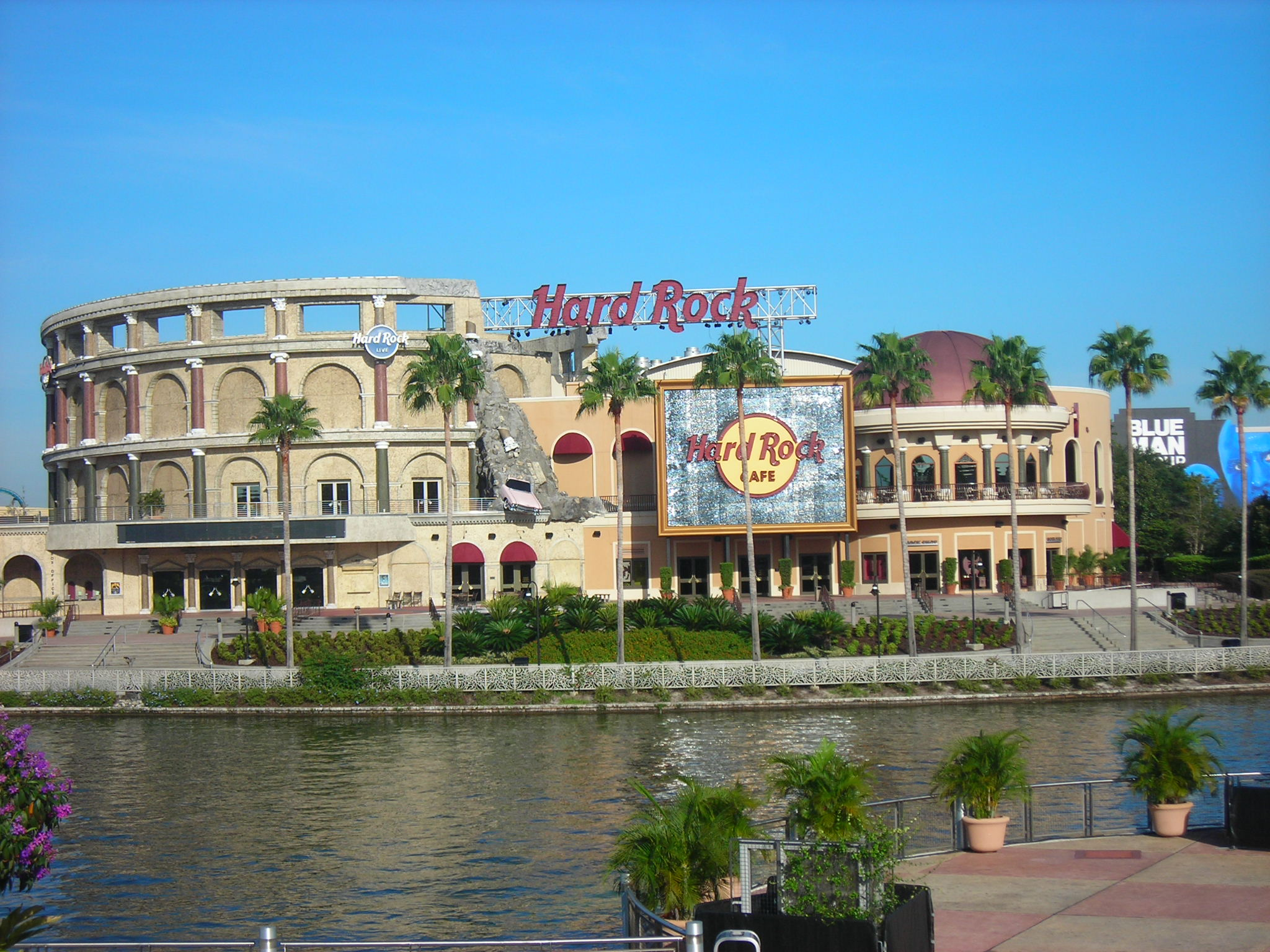
Hard Rock Cafe op de Universal CityWalk.

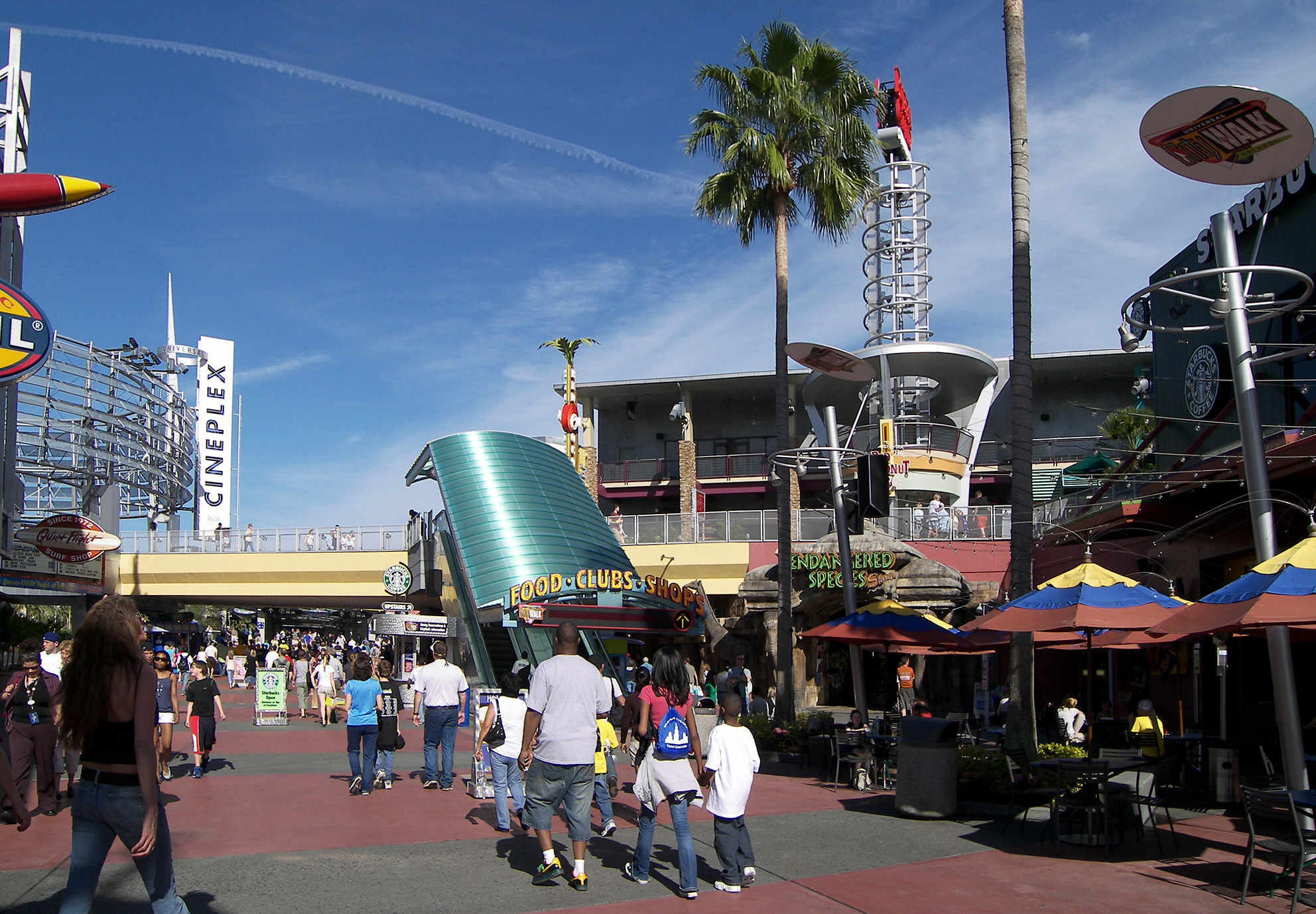
Universal CityWalk.

Universal Orlando Resort is een resort bestaand uit diverse attractieparken en uitgaansgelegenheden in Orlando (Florida) in de Verenigde Staten. Het resort is een van de vier resorts van Universal Parks & Resorts.
Het bestaat uit de twee themaparken Universal Studios Florida en Universal Island of Adventures en het waterpark Universal Volcano Bay. Tevens bevinden zich er de Universal City Walk en drie Loews hotels. Het is na Walt Disney World Resort het grootste park in Florida.
Oorspronkelijk werd het geopend als Universal Studios Florida en heette het zo tot 1998. Om beter te kunnen concurreren met Walt Disney World Resort werd het attractiepark verder uitgebouwd. In 1999 opende het compleet vernieuwde park zijn deuren. Er werd een tweede attractiepark aan toegevoegd, hotels gebouwd en de uitgaansgelegenheden werden drastisch vergroot. Tussen 1998 en 2001 noemde het Universal Studios Escape. Vanaf 2002 is het park een volwaardig resort en is de naam Universal Orlando Resort.

## Locatie
Het ligt ten noorden van de International Drive bij de Interstate 4 met de Kirkman Road ten oosten en de Vineland Road ten noorden en de Turkey Lake Road ten westen. Het resort is bereikbaar via de I4 via de afrit 74b ten oosten van de Universal Boulevard en ten westen naar de Hollywood Way.

## Onderdelen
Universal Studios Florida
Universal Studios Florida is het oudste gedeelte van het resort. Het is een attractiepark dat de deuren voor bezoekers opende op 7 juni 1990.
Universal Islands of Adventure
Universal Islands of Adventure is geopend in mei 1999 en is het tweede attractiepark binnen het resort.
Universal City Walk
Universal CityWalk Orlando is een uitgaansgelegenheid dat grenst aan beide attractieparken. Het bevat zoals het AMC Universal Cineplex met diverse restaurants, winkels en clubs. Hier zijn ook Margraritaville, NBA City Cafe, Nascar Cafe, Hard Rock Cafe en Hard Rock Live en Emeril´s. De clubs zijn onder andere Quartier Latin, The Groove, PatO´Brians, Rising Star, Bob Marley´s, Red Coconut en Cigarz.
Hotels
Het resort telt zeven hotels in diverse prijsklassen. Er is een gratis watertaxi of pendelbus naar de attractieparken.
Volcano Bay
In 2017 opende het waterpark Volcano Bay in het resort. Het waterpark kenmerkt zich door een grote berg van waaruit diverse glijbanen ontspringen. Volcano Bay is de vervanger van het in 2007 geopende Wet´n Wild waterpark.
Universal Epic Universe
In 2025 zal het derde attractiepark binnen het resort openen: Universal Epic Universe.